# Château de Grenod
Le château de Grenod (ou Grenaud) est situé sur la commune d'Uchizy en Saône-et-Loire, à flanc de pente, dans la petite vallée de l’Ougie, et en lisière de la commune.

## Description
Du quadrilatère jadis entouré de fossés, il reste un corps de logis de plan rectangulaire allongé à un étage en surcroît entre deux pavillons, dont les façades sont de même alignement que les siennes. On accède au rez-de-chaussée par une porte charretière en anse de panier, accostée d'une porte piétonne en plein cintre. L'ensemble paraît avoir été bâti au XVIe siècle et remanié au XVIIe siècle.
Le château est une propriété privée et ne se visite pas. Il est inscrit à l'Inventaire Supplémentaire des Monuments historiques depuis 1976.

## Historique

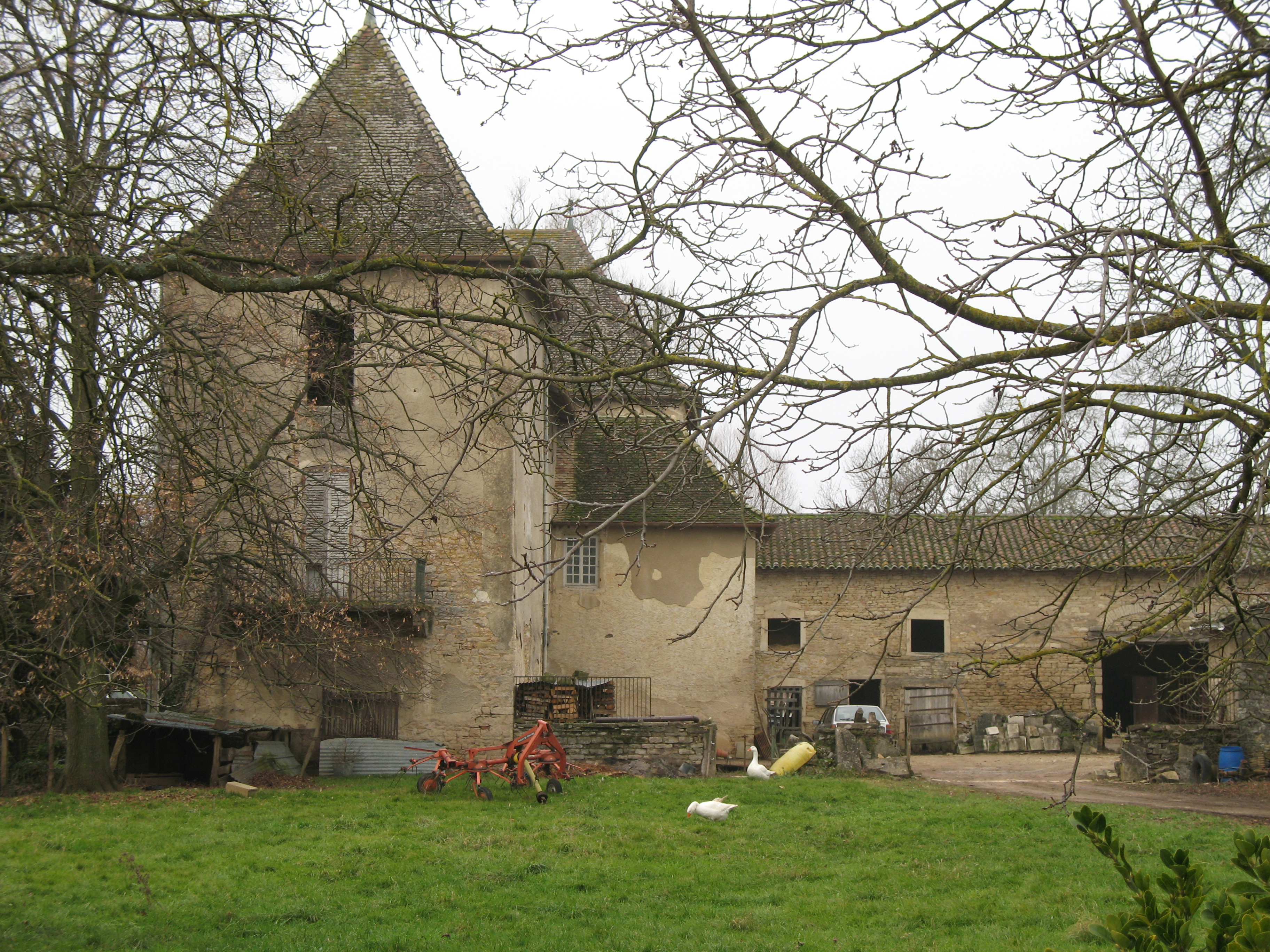
Grenod - Le château et les communs

La terre dépendait de la paroisse de Chardonnay mais ses seigneurs regardaient davantage du côté du Temple Sainte-Catherine de Montbellet (hameau de Mercey), où ils avaient fondé la chapelle de Tous-les-Saints qui leur servait de lieu de sépulture. 
Bien que défiguré, Grenod, sans son décor boisé, conserve encore l’air sombre et retiré d’un petit repaire féodal avec sa tour et ses quelques vestiges du Moyen Âge.
- Fin du XIVe siècle : le fief appartient à une famille comtoise, les Fitigny.
- 1478 : la seigneurie échoit aux Montrichard, également comtois.
- 1575 : à la mort de Philibert de Montrichard, la terre est partagée en trois lots.
- Vers 1600 : Louis de Mincey parvient à réunifier les terres qui avaient été partagées.
- 1620 : le précédent lègue l'ensemble à sa fille, Jeanne de Mincey, épouse de Louis de Franc.
- 1728 : par mariage, la propriété échoit à Marc-Antoine de Lavaur.
- 1791 : le château est saisi sur Louis-René de Lavaur, puis racheté par Jean-François de Lavaur.
- Jusqu'à la fin du XIXe siècle : par les femmes, le domaine parvient à la famille de Méziat.